# Moulin à canne à sucre
 (décembre 2023).
La mise en forme du texte ne suit pas les recommandations de Wikipédia : il faut le « wikifier ».
Les points d'amélioration suivants sont les cas les plus fréquents :
- Les titres sont pré-formatés par le logiciel. Ils ne sont ni en capitales, ni en gras.
- Le texte ne doit pas être écrit en capitales (les noms de famille non plus), ni en gras, ni en italique, ni en « petit »…
- Le gras n'est utilisé que pour surligner le titre de l'article dans l'introduction, une seule fois.
- L'italique est rarement utilisé : mots en langue étrangère, titres d'œuvres, noms de bateaux, etc.
- Les citations ne sont pas en italique mais en corps de texte normal. Elles sont entourées par des guillemets français : « et ».
- Les listes à puces sont à éviter, des paragraphes rédigés étant largement préférés. Les tableaux sont à réserver à la présentation de données structurées (résultats, etc.).
- Les appels de note de bas de page (petits chiffres en exposant, introduits par l'outil «  Source ») sont à placer entre la fin de phrase et le point final[comme ça].
- Les liens internes (vers d'autres articles de Wikipédia) sont à choisir avec parcimonie. Créez des liens vers des articles approfondissant le sujet. Les termes génériques sans rapport avec le sujet sont à éviter, ainsi que les répétitions de liens vers un même terme.
- Les liens externes sont à placer uniquement dans une section « Liens externes », à la fin de l'article. Ces liens sont à choisir avec parcimonie suivant les règles définies. Si un lien sert de source à l'article, son insertion dans le texte est à faire par les notes de bas de page.
- La présentation des références doit suivre les conventions bibliographiques. Il est recommandé d'utiliser les modèles {{Ouvrage}}, {{Chapitre}}, {{Article}}, {{Lien web}} et/ou {{Bibliographie}}. Le mode d'édition visuel peut mettre en forme automatiquement les références.
- Insérer une infobox (cadre d'informations à droite) n'est pas obligatoire pour parachever la mise en page.

Pour une aide détaillée, merci de consulter Aide:Wikification.
Si vous pensez que ces points ont été résolus, vous pouvez retirer ce bandeau et améliorer la mise en forme d'un autre article.

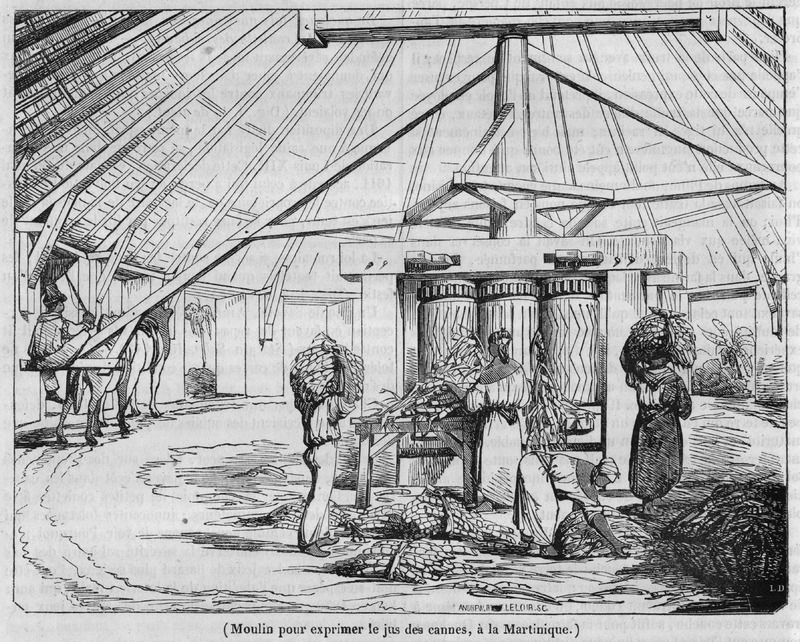
Esclaves broyant la canne à sucre dans un moulin à bestiaux en Martinique, 1835.

Le moulin à canne à sucre est un édifice (atelier ou usine) qui transforme la canne à sucre en sucre brut ou blanc. Le terme peut aussi désigner l’équipement qui écrase les cannes à sucre pour en extraire le jus.

## Procédé

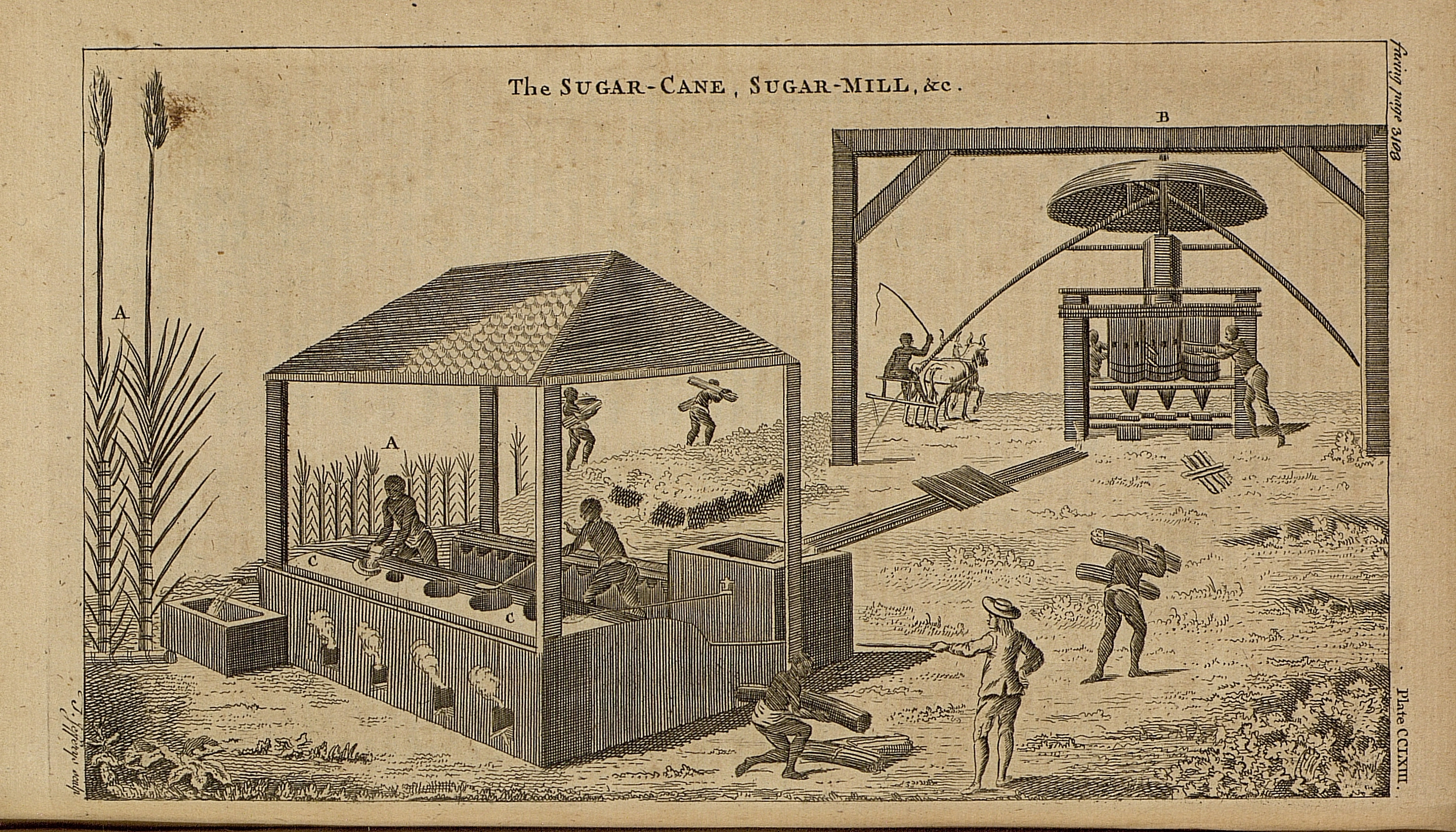
B. Pour extraire le jus, les cannes sont introduites entre deux rouleaux tournant en sens inverse.
A. Évaporation du jus.

Il y a plusieurs étapes entre la canne à sucre et le sucre brut : 
1. Préparation de la canne à sucre : On coupe et on enlève les premières couches de la canne à sucre afin de la préparer pour l’extraction du jus.
2. L’extraction du jus : Il existe deux procédés qui peuvent être utilisés : le broyage ou la diffusion
3. La clarification du jus : On enlève les particules solides en suspens dans le jus, notamment la boue, les fibres, la cire et autres déchets.
4. L’évaporation du jus : Cette étape permet de concentrer le jus en un sirop épais d’environ 65 °B (Degré Brix)
5. La clarification du sirop : Encore une fois, on enlève les particules solides qu’il reste dans le sirop, notamment des micro boues, fibres et cires.
6. La cristallisation
7. L’utilisation de la centrifugeuse : Elle permet la séparation des cristaux de sucre du sirop de base.
8. Séchage du sucre

Ces étapes du procédé permettent de produire du sucre brut ainsi que du sucre roux.
Le sucre blanc est obtenu en introduisant un produit, qui enlève sa couleur au sucre roux ou brut, entre les étapes de la clarification du jus et l’évaporation, mentionnées ci-dessus.
Le sucre brut produit est souvent raffiné pour produire du sucre blanc. Le sucre raffiné peut être fait soit dans une usine complètement séparé de celle d’origine, soit dans une partie de l’usine initiale qui est situé non loin du moulin à sucre.

## Techniques de transformation

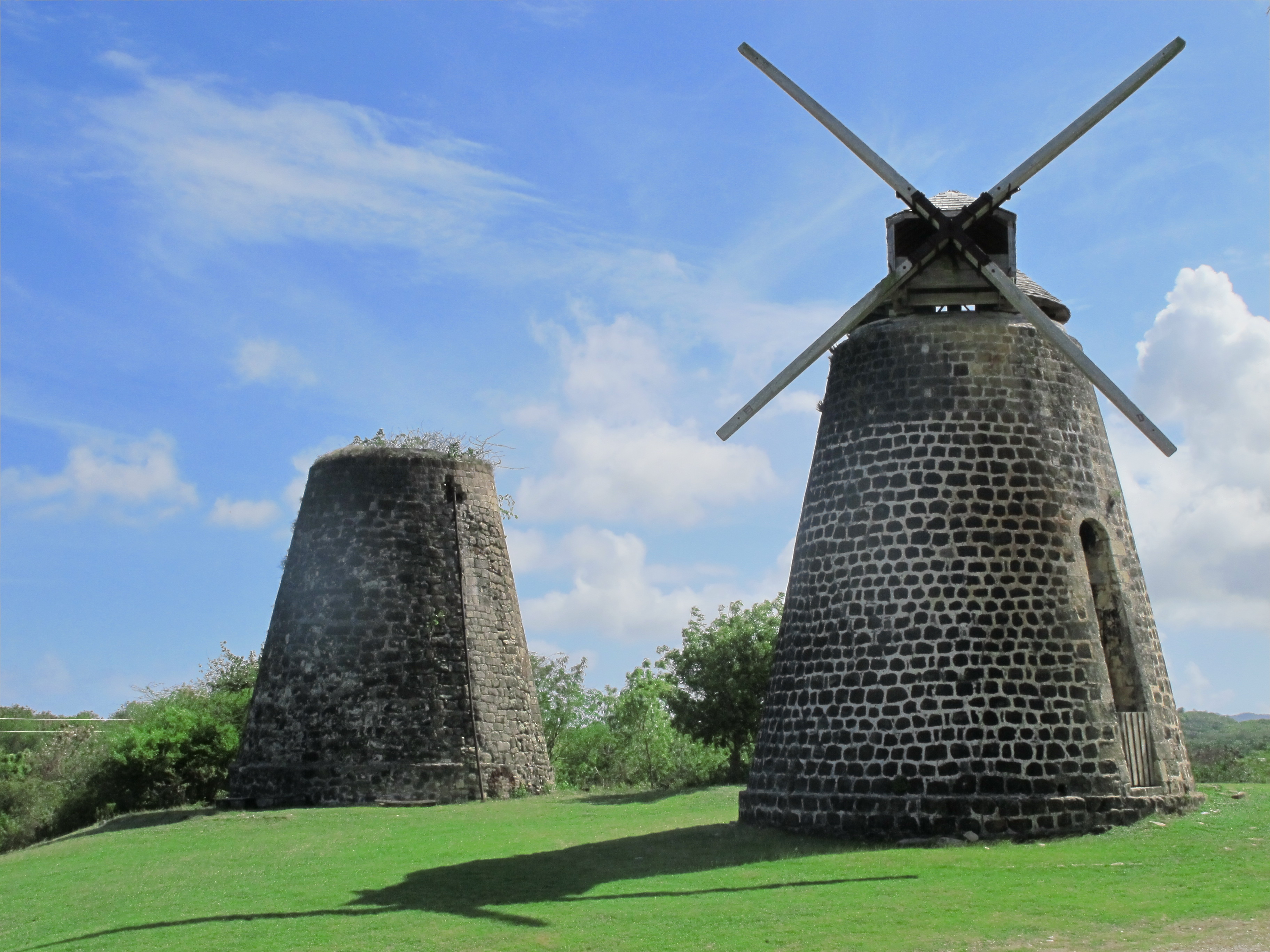
Anciens moulins à canne à sucre à Antigua.

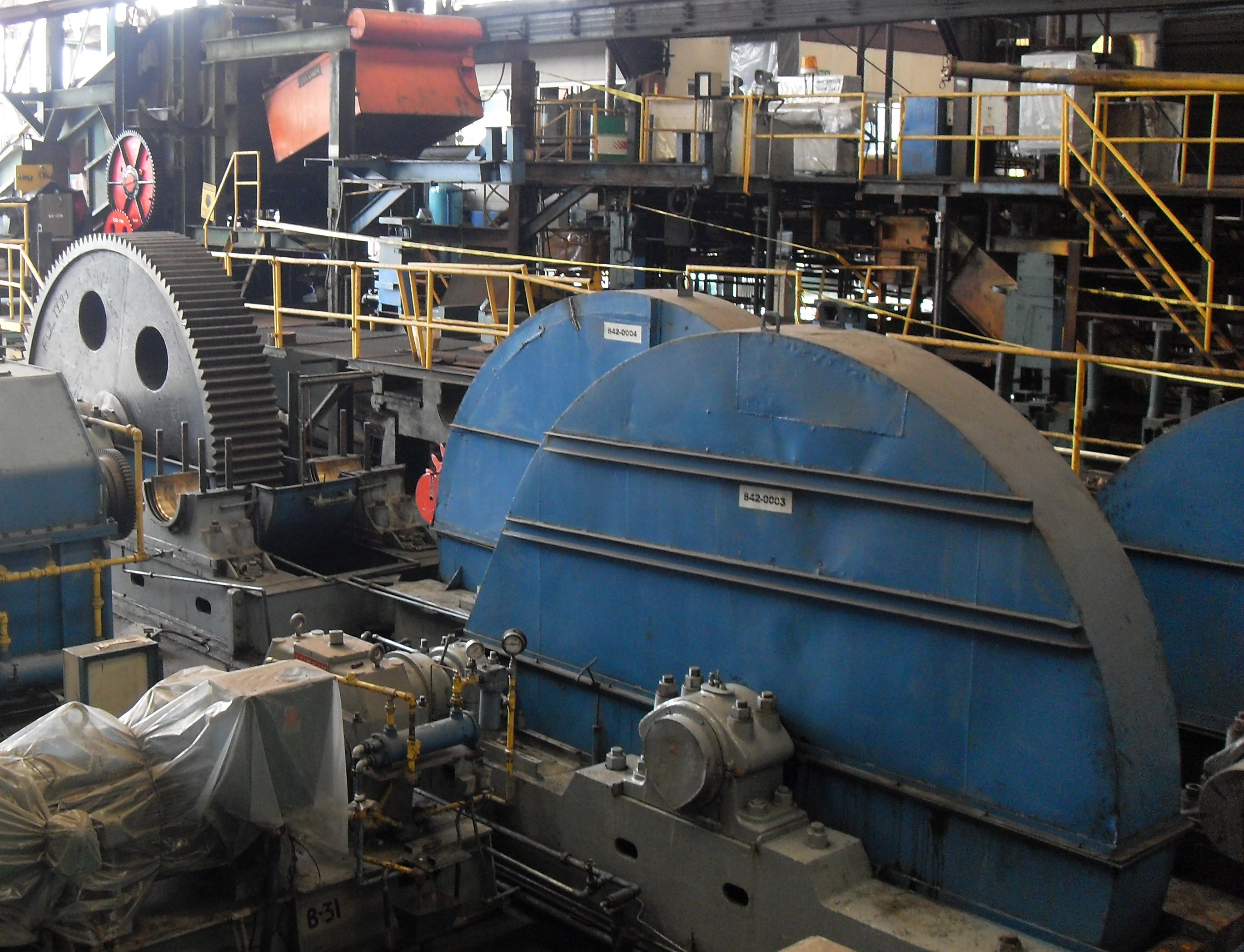
Intérieur d'un moulin à canne à sucre.

### Extraction du jus
Il y a deux procédés pour extraire le jus de la canne à sucre,
- Broyage
- Diffusion

#### Broyage
L’extraction du jus par le broyage consiste à presser la canne au travers de différents moulins afin d’en extraire le jus. Le pressage est effectué par de très lourdes roues en fer, donc à une pression élevée. Ces moulins peuvent avoir entre 3 et 6 roues. Pour améliorer les performances d’extraction du jus, on utilise préalablement au premier broyeur un couteau et un déchiqueteur pour enlever les couches supérieures de la canne. Pour améliorer l’efficacité de l’extraction des moulins, on asperge de l'eau Chaude à la sortie de l'avant dernier moulin. C'est le procédé d'imbibition.

#### Diffusion
La diffusion est le procédé d’extraction du sucre de la canne à sucre à l'aide du procédé d'imbibition mais sans utiliser la compression par les moulins. La canne, préalablement déchiquetée, est introduite dans le diffuseur, puis de l’eau chaude est versée sur la canne avant la sortie du diffuseur.
L’eau chaude passe au travers des cannes à sucre et par ce procédé élimine le saccharose présent. Puis l’eau chaude additionnée du sucre est recueilli dans un compartiment sous le lit de cannes à sucre. À l’issue de cette étape, la concentration en sucre dans la canne est plus importante que dans le jus, c’est pourquoi il faut répéter ce procédé (toujours avec la même eau d’imbibition qui est pompée et déversé à nouveau) généralement 12 à 15 fois.

### Clarification du jus
Le jus de sucre de canne a un PH d’environ 4.0 à 4.5 ce qui est plutôt acide. L’hydroxyde de calcium, aussi appelé eau de chaux, est ajoutée au jus de canne afin d’ajuster son PH autour de 7. Ce procédé se nomme le chaulage. L’eau de chaux prévient la dégradation du saccharose en glucose et fructose. L’eau de chaux est ensuite chauffée à une température supérieure à son point d’ébullition vers les 105 °C. Puis, on laisse surchauffer le jus afin qu’il atteigne sa température de saturation. Ce procédé fait sortir les impuretés qui étaient présentes dans les cristaux de carbonate de calcium. Le jus surchauffé est ensuite transféré dans un réservoir de clarification, ce qui permet aux matières en suspension de se déposer. Le surnageant, aussi appelé jus clair, est extrait du clarificateur et est envoyé aux évaporateurs.

### Cristallisation et centrifugation
Ce sirop est ensuite concentré sous vide jusqu’à ce qu’il devienne sursaturé. Des cristaux de sucre finement moulus en suspension dans de l'alcool sont introduits sous forme de germes cristallins autour desquels le saccharose est déposé. Ces cristaux grossissent ensuite jusqu'à être prêts à être déchargés (généralement environ 1 millimètre (0.039 in))
Un certain nombre de schémas d'ébullition sont possibles, le schéma d'ébullition le plus couramment utilisé est le schéma à trois points d'ébullition. Cette méthode fait bouillir les liqueurs de sucre en trois étapes, appelées A-, B- et C-.
Une centrifugeuse à sucre de type discontinu sépare les cristaux de sucre de la liqueur mère. Ces centrifugeuses ont une capacité pouvant atteindre 2 200 kilogrammes (4 900 lb) par cycle. Le sucre des centrifugeuses est séché et refroidi puis stocké dans un silo ou directement emballé dans des sacs pour l'expédition.La liqueur mère de la première étape de cristallisation (produit A) est à nouveau cristallisée, puis passée dans des centrifugeuses à sucre en continu. La liqueur mère est à nouveau cristallisée également. En raison de la faible pureté, l'évapo-cristallisation ne suffit pas à elle seule pour évacuer la mélasse. La masse appelée masse cuite est alors passée dans des cristallisoirs jusqu'à ce que la température atteigne une température d'env. 45 °C. Ensuite, la masse cuite est réchauffée afin de réduire sa viscosité, puis purgée dans les centrifugeuses C-produites. La liqueur mère lors de la création du sucre C est appelée mélasse.
Le sucre filé des centrifugeuses de produit B et de produit C est refondu, filtré et ajouté au sirop provenant de la station d'évaporation.
La mélasse peut être utilisé pour la fabrication du rhum traditionnel de sucrerie.

### Raffineries de dernière zone
Certaines usines de canne à sucre ont des raffineries dites de « back-end » (dernière zone). Le sucre brut produit dans l’usine est alors converti en sucre raffiné d’une plus grande pureté pour les entreprises locales, d’exportation ou d’embouteillages.
Les déchets sont généralement utilisés pour générer de la chaleur dans les moulins.

### Énergie
Les restes de fibres, solides, sont appelées bagasses et sont utilisées comme combustible dans les chaudières à vapeur du moulin. Ces chaudières produisent de la vapeur à très haute pression, qui passe dans une turbine afin de générer de l’énergie électrique (cogénération).
La vapeur qui s’échappe des turbines passe à travers l’évaporateur multi-effet et est utilisée afin de chauffer le matériel nécessaire à l’étape de la cristallisation notamment.
La bagasse permet à un moulin à sucre de canne d’être plus qu’auto-suffisant en énergie, le surplus de bagasse est utilisé pour nourrir les animaux, dans l’industrie du papier, ou pour la production d’électricité destinée à la vente.

## Économie

### Principaux pays producteurs
Le sucre produit à partir de cannes à sucre représente environ 80 % de la production totale. Le sucre de betterave est produit essentiellement par l’Union Européenne, qui en produit près de la moitié grâce à la France qui se place en première position.
La production mondiale de sucre brut centrifugé (canne et betterave) en 2014 est de 176,938 millions de tonnes.
Le Brésil est le premier pays producteur. Il représente 21,1 % de la production mondiale (soit 37,3 millions de tonnes produite en 2014). Ensuite, l’Inde se situe à la deuxième place avec 15 % de la production (soit 26,6 millions de tonnes produite en 2014). La Chine représente 6,5 % de la production (soit 11,5 millions de tonnes produite en 2014). On retrouve ensuite la Thaïlande, les États-Unis, le Pakistan, le Mexique, la Russie, la France et enfin l’Allemagne. Ces derniers représentent ensemble 25,1 % de la production mondiale.

### Consommation
En France, la consommation annuelle de sucre par habitant a augmenté de 29-34 kg de 1850 à ces dernières années (39 kg en 2013 et 33 kg en 2017).
Cette augmentation s’explique par l’augmentation des usages alimentaires mais aussi des usages de transformations culinaire ou chimique.
L'Agence nationale de sécurité sanitaire de l'alimentation, de l'environnement et du travail(Anses) et le Centre de recherche pour l'étude et l'observation des conditions de vie (CREDOC) mesurent la consommation de sucre individuelle.
La consommation individuelle de sucres totaux (avec les sucres présents naturellement dans les légumes et les fruits) est un indicateur utilisé par l’Agence nationale de sécurité sanitaire de l’alimentation, de l’environnement et du travail (Anses). Cette organisation recommande une consommation de 100g par jour et par personne.
La consommation individuelle de sucres libres (miel, sirops, sucre des jus de fruits et les sucres rajoutés) est un indicateur utilisé par l’Organisation mondiale de la santé (OMS). L’organisation recommande un apport de 50g par jour et par personne. L’OMS souhaiterait baisser ce seuil en passant de 10 % à 5 % de l’apport énergétique total. En effet, cela permettrait d’améliorer la santé des consommateurs et notamment par la diminution des caries dentaires (qui représente 5 à 10 % du budget santé des pays développés).

## Histoire
Les moulins à canne à sucre sont tout d’abord apparus dans le monde médiéval Islamique. Ils étaient à l’origine activés par l’énergie hydraulique puis éolienne depuis les IXe et Xe siècles dans les pays que sont maintenant l’Afghanistan, le Pakistan et l’Iran.
En Inde, les moulins à sucre se sont développés et ont été utilisés de manière intensive aux XIIIe et XIVe siècles, ce qui a grandement augmenté la production de sucre. Le barre de tirage a été utilisé pour la fabrication du sucre, avec des preuves de son utilisation à Delhi en 1540, mais cela pourrait dater de plusieurs siècles en amont. Ce type de transport a beaucoup été utilisé dans le nord de l’Inde.
Les moulins à sucre avec des broyeurs roulants sont apparus en premier en Inde au XVIIe siècle, en utilisant notamment des rouleaux et des engrenages à vis

## Évolutions techniques

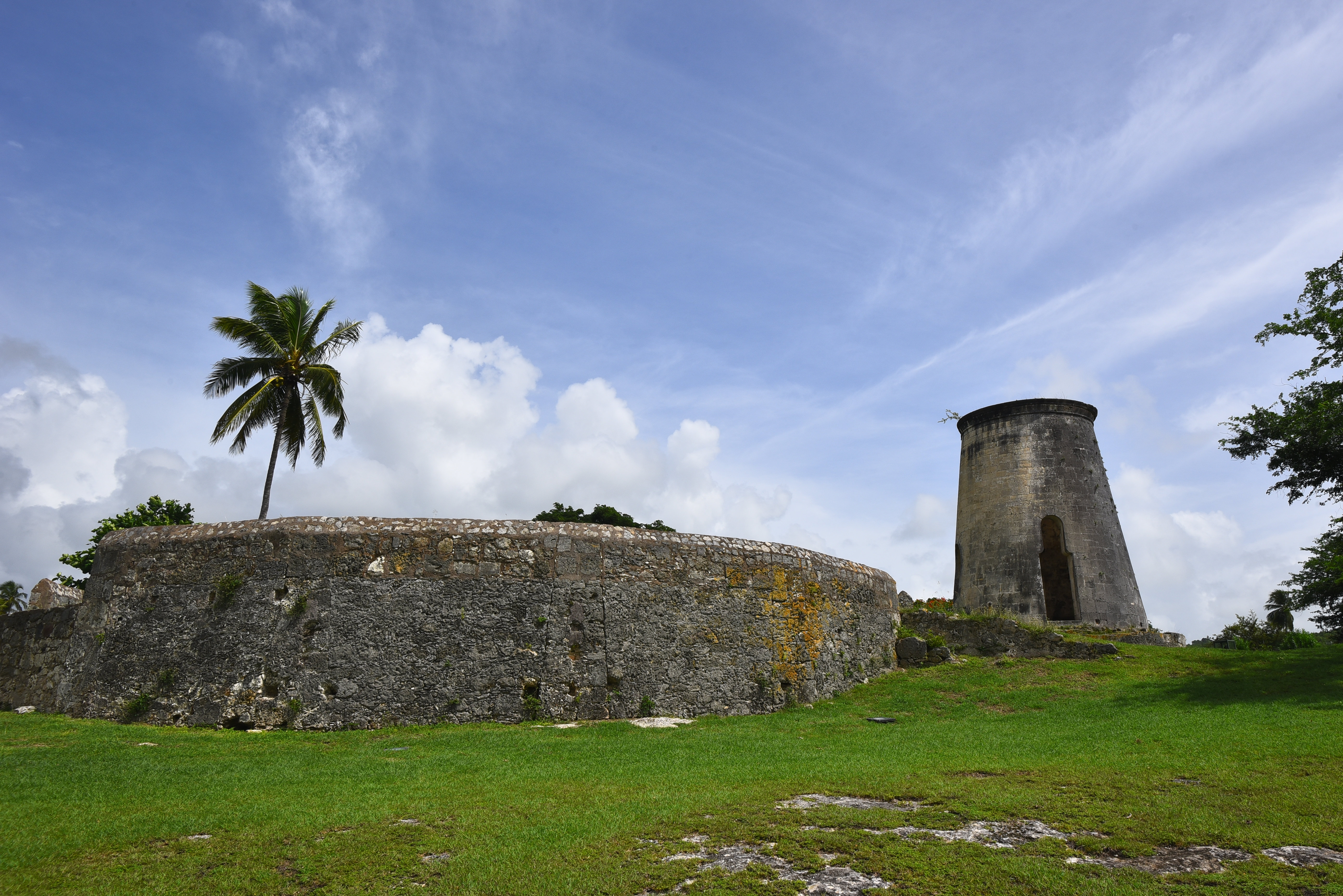
Le moulin à bête et le moulin à vent de l'habitation Murat à Marie-Galante.

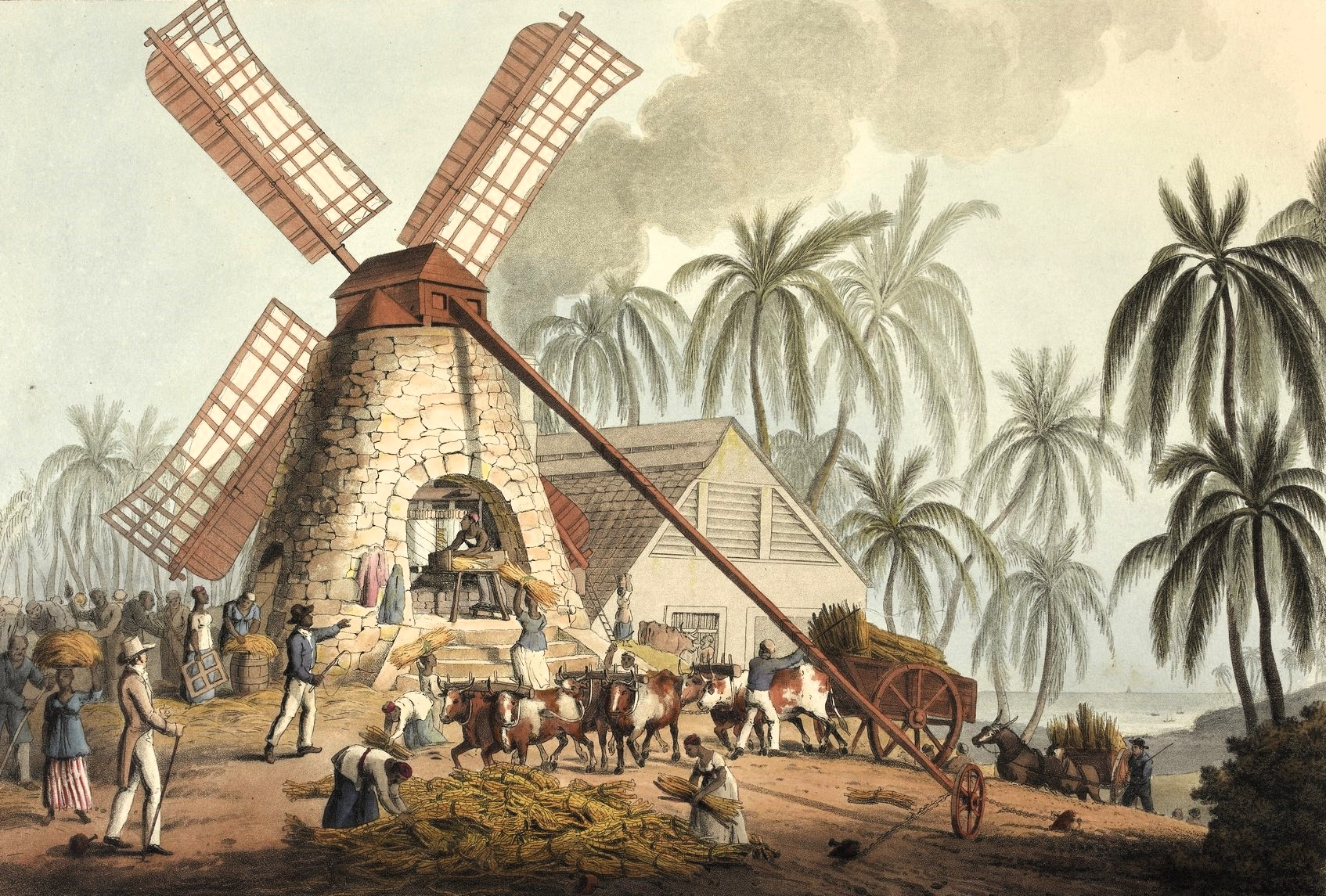
Esclaves faisant broyer la canne à sucre dans un moulin à vent d'Antigua.

En 1642, apparaissent les premiers moulins à broyer de la canne à sucre sur l’île de la Guadeloupe. Ces moulins fonctionnaient en premier lieu grâce à la force animale. Indépendant de source d’énergie, ils pouvaient être implanté partout.
Mais ce sont ensuite les moulins à vent qui ont permis de broyer la canne à sucre à partir du XVIIIe siècle toujours sur l’ile de Guadeloupe, remplaçant petit à petit les premiers moulins à bêtes. Montés premièrement sur une simple charpente en bois, ils étaient ensuite maçonnés en taille de pierre. Les ailes de ces moulins au nombre de 4 ou 6, entrainaient grâce à l’énergie éolienne des cylindres grossier dans un premier temps, fabriqué en pierre, qui broyaient les tiges de cannes à sucre. Le broyage de ces tiges permettait d’extraire le jus sucré. Malheureusement, les tiges de cannes à sucre, hérissées de nœuds très durs, résistaient parfois à la pression exercée par les cylindres et entrainaient souvent la rupture des appareils destiné à les broyer.
Au fur et à mesure, les moulins à cannes se sont perfectionnés, ils ont gagné en solidité et en puissance évitant ainsi les ruptures qui étaient alors jusqu’à présent si fréquentes. Un industriel, Monsieur Rousselot à notamment participé à l’évolution de ces moulins, en mettant en place un moulin formé de trois grands cylindres fonctionnant cette fois-ci à la vapeur, ou s’engageait et se broyait la canne à sucre. Un plan incliné facilitait l’écoulement du jus de canne à sucre. La construction de son moulin permettait aussi de démonter certaines pièces et par conséquent de faire des opérations de maintenance.
Aujourd’hui les usines continuent de broyer les cannes pour pouvoir en extraire leur jus. Ces dernières décennies, comme dans beaucoup d’autres industries, l’automatisation de la production a été très largement encouragée dans les raffineries de sucre. Le procédé de production est généralement contrôlé par un système de contrôle central, qui contrôle directement la plupart des machines et des composants. Pour des mesures de sécurité, des API (Automate Programmable Industriel) décentralisés sont utilisés sur certains types de machines, notamment les centrifugeuses.
L’énergie éolienne n’est plus utilisée dans la production de canne à sucre, mais certains vestiges de ces anciens moulins restent encore visibles sur l’île de Guadeloupe tel que le moulin Bézard inscrit aux monuments historiques depuis 1979.